# Пиревичский сельсовет
Пиревичский сельсовет (белор. Пірэвіцкі сельсавет) — административная единица на территории Жлобинского района Гомельской области Республики Беларусь. Административный центр — агрогородок Пиревичи.

## География
Расположен в юго-восточной части Жлобинского района.
Граничит со Староруднянским, Кировским и Стрешинским сельсоветами Жлобинского района; Буда-Кошелёвским районом.
Расстояние от аг. Пиревичи до г. Жлобина – 40 км.

### Водная система
Протекают реки: Окра, Руденка.
Расположено: 2 пруда.

## Состав
Пиревичский сельсовет включает 12 населённых пунктов:
- Боровуха — деревня
- Верный — посёлок
- Колос — посёлок
- Круговец — деревня
- Любовь — посёлок
- Новая Слобода — деревня
- Пиревичи — агрогородок
- Руденка — деревня
- Салтановка — деревня
- Скепня — деревня
- Сухой Остров — посёлок
- Щитное — деревня